# Charles Babin (baliseur)
Le Charles Babin, anciennement Pierre Durepaire de 1949 à 2004, est un ancien navire de services, baliseur des Phares et Balises de Saint-Nazaire où il finit sa carrière en 2013. Après l'échec d'un projet mené par Raffin-Caboisse visant à sa transformation en un voilier océanographique, il est depuis 2018 amarré dans un port au Portugal (Vila Real de Santo António), alors que son repreneur Trouvé le destinait à se rendre en Ukraine.

## Histoire

### Baliseur au Service des phares et balises
Il est construit aux Ateliers et Chantiers de la Loire   à Nantes en 1949. Le Charles Babin doit son nom premier, Pierre Durepaire, à celui de « l’ingénieur ayant organisé le dragage de la Loire pour l’évasion du cuirassé Jean Bart en 1940 ». Il existait un autre Charles Babin mais celui-ci s'est échoué, puis a été démoli. Charles Babin est un ancien directeur des Phares et Balises. 
Il a intégré l'armement des phares et balises de Saint-Nazaire et a servi sur la zone Les Sables-d'Olonne-Lorient et sur l'estuaire de la Loire. Il entretient et remplace des bouées de 18 tonnes à l'aide de sa grue de 6 mètres et un équipage de 14 hommes. Il croise notamment entre l'Île-d'Yeu et d'Houat. 
Lors de l'arrêt du Georges de Joly, un autre baliseur mais de construction allemande, le Charles Babin reprend en 2002 sa zone de travail temporairement avant que l'Armorique soit armée. 
En 2009, il rentre dans la forme 2 du bassin de Penhoët afin de faire inspecter son carénage ainsi qu'une de ses lignes d'arbre. 
Après 64 ans de service, il a été désarmé en 2013 en même temps que le Roi Gradlon, et ils sont remplacés tous deux par l’Atlantique. Puis il a subi un désamiantage et une dépollution au cours de l’année 2015 avant d’être transféré au service des Domaines pour être mis en vente en mars 2016 à Poitiers. Depuis la démantèlement du baliseur l'Émile Allard à partir du 18 mars 2016 à Dunkerque, faute de financement pour le conserver, et remplacé par le Haut de France en 2002, le Charles Babin est le dernier des six sistership à être encore à flot. Le Trieux a été construit simultanément au Pierre Durepaire pour le compte des Phares et Balise.

### Projet de voilier océanographe par Raffin-Caboisse
Il est acquis par un particulier, Charles Raffin-Caboisse, ancien marin du Belem  qui a pour projet de le transformer en voilier d’exploration scientifique. Il est soutenu par son père Pierre Raffin-Caboisse, navigateur qui a fait le tour du monde avec le Babar. Le Charles Babin appartient désormais à la compagnie maritime Tall Ships World Explorer que Charles Raffin-Caboisse a créé pour transformer le baliseur en un trois-mâts barque océanographique de 70 m de long. Cela en ferait le plus grand voilier français, plus grand que le Belem sur lequel Charles Raffin-Caboisse a servi comme bosco. C'est à Paimbœuf que le navire doit être transformé. Concernant la traction, des voiles d'une surface de 1 500 m2 à 1 800 m2 et il est prévu de remplacer les moteurs Sulzer par un plus compact afin de libérer de la place. La timonerie et la grue de l'ancien baliseur sont retirés. Afin de fournir du matériel aux 15 à 20 scientifiques, un aménagement extérieur est prévu pour accueillir un laboratoire en conteneur, un laboratoire est également prévu à l'intérieur du navire, et le gaillard avant est rehaussé afin de disposer de place pour mettre du matériel. 
Un financement participatif est lancé pour un objectif de 50 000 euros pour mettre en œuvre le projet qui est évalué par le groupement naval Neopolia entre sept et dix millions d'euros, avec un chantier d'une durée prévue comprise entre 12 mois et 18 mois. Mais le projet océanographique est un échec et le navire se retrouve en vente sur Le Bon Coin pour la somme de 300 000 euros.

### Projet de réhabilitation par Trouvé
Il est racheté par Christophe Trouvé, un franco-ukrainien vivant en Ukraine. Le propriétaire veut le refaire démarrer alors que le bateau est en panne moteur. Il souhaite escorter le bateau en Ukraine à l'aide d'un ancien patrouilleur nommé Phénix, afin de le restaurer pour le faire naviguer sur le Danube ou d'en faire un lieu d'habitation. Le cheminement des deux navires ne peut se faire à plus de 5 nœuds. 
Après son départ le 11 août 2018 de Saint-Nazaire, le bateau arrive le 20 octobre 2018 dans le Port de Vila Real de Santo Antonio au sud du Portugal.